# Андроник (Никольский)
Архиепи́скоп Андрони́к (в миру Влади́мир Алекса́ндрович Нико́льский; 1 (13) августа 1870, село Поводнёво, Мышкинский уезд, Ярославская губерния — 7 (20) июня 1918, Пермь) — епископ Православной российской церкви, архиепископ Пермский и Кунгурский; духовный писатель; почётный председатель Новгородского и Пермского отделов Союза русского народа.
Причислен к лику святых Русской православной церкви в августе 2000 года.

## Биография
Родился 1 (13) августа 1870 года в семье псаломщика Преображенской церкви села Поводнева Ярославской епархии.
В 1885 году окончил Угличское духовное училище, в 1891 году — Ярославскую духовную семинарию, в том же году поступил в Московскую духовную академию.
1 (13) августа 1893 года пострижен в монашество с именем Андроник, 6 (18) августа 1893 года рукоположён в сан иеродиакона. В 1895 году окончил Московскую духовную академию со степенью кандидата богословия за сочинение «Древнецерковное учение об Евхаристии как жертве в связи с вопросом об искуплении». 22 июля (3 августа) 1895 года рукоположён в сан иеромонаха.
С 1895 года помощник инспектора в Кутаисской духовной семинарии. С августа 1896 года преподаватель гомилетики, затем инспектор Александровской миссионерской семинарии в Ардоне. 20 марта (1 апреля) 1897 года определением Святейшего синода «за усердную и полезную службу по семинарии и частое проповедание слова Божия» был возведён в звание соборного иеромонаха Донской иконы Божией Матери московского монастыря и награждён наперсным крестом.
В сентябре 1897 года назначен членом миссии в Японии. Путешествуя в Японию через Италию, Грецию и Северную Америку вместе с архимандритом Сергием (Страгородским), также назначенным в миссию, знакомился с современным состоянием христианства — католицизма и православия, посетил древние христианские святыни — катакомбы и гробницы мучеников, развалины Колизея. Впоследствии писал, что молитва у мест, освящённых кровью первомучеников-христиан, вдохновляла его и архимандрита Сергия на подвижническое служение Церкви — сделать так, чтобы «церковное начало жизни было святым и полным началом для всех нас».
Ухудшение здоровья, вызванное трудностями акклиматизации, а также известие о смерти отца, вынудили его возвратиться в Россию. С 5 (17) марта 1899 по 13 (25) января 1900 года ректор Ардонской миссионерской семинарии в сане архимандрита. Уволен от должности по прошению. По приглашению епископа Уфимского Антония (Храповицкого) в 1900 году приехал в Уфу. 16 октября того же года по ходатайству епископа Антония (Храповицкого) назначен ректором Уфимской духовной семинарии, благочинный монастырей епархии.

## Епископ
5 (18) ноября 1906 был хиротонисан во епископа Киотосского и назначен помощником архиепископа Николая (Касаткина), получившего известность как миссионер (в 1970 году был причислен к лику святых). Прибыв в Осаку, нашёл православную общину в плачевном состоянии. Храм посещало не более 10 человек, на клиросе читал и пел один псаломщик. Своё служение епископ Андроник начал с того, что каждый вечер в будние дни посещал дома прихожан, знакомился с их семьями, беседовал, проповедовал, узнавал их нужды. За время служения епископа Андроника в Японии число людей, посещавших храм, значительно возросло, на богослужениях пел большой смешанный хор. Миссионерские труды в неблагоприятном для Андроника климате вновь привели к ухудшению здоровья, и 5 (18) июля 1907 года Святейшим синодом ему был предоставлен отпуск.
В октябре 1907 года командирован в город Холм (ныне Хелм, Польша) для замещения епископа Евлогия (Георгиевского) во время сессий Государственной думы. В своих устных и письменных обращениях бичевал «злейшую и пагубнейшую латынскую ересь» (католицизм).
С 14 (27) марта 1908 года епископ Тихвинский, первый викарий Новгородской епархии, товарищ председателя Новгородского отдела Императорского православного палестинского общества.
С 1911 года почётный председатель Новгородского и Пермского отделов Союза русского народа. Придерживался правых политических взглядов: идеализировал русское средневековье, «веру христианскую и Царя самодержавного» рассматривал как неразрывное «святое, народное, историческое достояние». Автор брошюры «Беседы о Союзе русского народа», в которой не только активно защищал участников этой организации от критики со стороны либералов, но и стремился обосновать с позиций православного вероучения многие постулаты монархической идеологии. Утверждал, что «Русский Народ, объединяющийся в Союз, и ставит своею целью сохранить то, что нам досталось от великих наших предков, передавших нам величайшую в мире страну и что за последние два века так существенно было затемнено ворвавшимся к нам европеизмом».
Член синодальной Комиссии по преобразованию духовной школы (1911), делегат I Всероссийского единоверческого съезда (1912).
С марта 1913 года епископ Омский и Павлодарский.
С июля 1914 года — епископ Пермский и Соликамский. 1 (14) июля 1916 года переименован в епископа Пермского и Кунгурского в связи с образованием Соликамского викариатства. С 1915 года — архиепископ. По словам автора его жития, игумена Дамаскина,

его жизнь была образцом древнего благочестия. Это был подвижник, молитвенник и нестяжатель, всякое материальное благополучие и богатство вменявший ни во что. Все средства владыка жертвовал на помощь беднякам. Одевался он просто, никогда не носил шёлковых ряс; и хотя был награждён многими орденами, но наград никогда не надевал. Святитель был ревностным исполнителем иноческих правил и церковных обрядов. Он строго постился: в постные дни питался одними овощами, в скоромные — обходился малым количеством пищи, а в последние дни страстной седмицы употреблял в пищу только просфору и чай. Накануне дня, когда ему должно было совершать литургию, владыка почти не спал, всю ночь простаивая на молитве.

В 1916 году по его инициативе в Пермской епархии были созданы миссионерские курсы по обличению неверия и социализма. Много ездил по епархии, посещал приходы и монастыри. Был противником Григория Распутина. При посещении Царской ставки в августе 1916 года безуспешно пытался отговорить Николая II от поддержки «старца».
Награждён орденами святой Анны II степени (1901), святого Владимира IV (1905) и III (1910) степени.
25 февраля (10 марта) 1917 года в кафедральном соборе Перми возглавил хиротонию архимандрита Феофана (Ильменского) во епископа Соликамского, викария Пермской епархии.
5 (18) марта 1917 года, в дни Февральской революции, выпустил воззвание с требованием полного подчинения Временному правительству, возложив в нём вину в «погибели» монархии на «бесчестных царских слуг».
В 1917—1918 годах работал в II, IV, VIII, IX отделах Предсоборного совета, член Поместного собора, участвовал в 1-2-й сессиях, председатель XVII, заместитель председателя X и XX, член I, II, III, V, VII, IX, XIII, XIX отделов, обеспечивал распространение соборных документов и посланий.
Резко негативно отнёсся к приходу к власти большевиков. Ожидая ареста, держал себя совершенно спокойно, ежедневно исповедовался и приобщался Святых Таин. На случай своего ареста оставил распоряжение: «Арестованный рабоче-крестьянским правительством, запрещаю священно-церковнослужителям г. Перми и Мотовилихи совершение богослужений, кроме напутствия умирающих и крещения младенцев».
Пытаясь бороться с изъятием церковного имущества по Декрету об отделении церкви от государства, Андроник издал 25 января 1918 года воззвание «Всем причтам и православным прихожанам и равно обиженным Пермской епархии», в котором было указано:

Возможно ожидать нападения разбойников или разных захватчиков церковного или монастырского имущества, а равно и самих церквей и обителей. Надо теперь же подготовить население к такой опасности и клятвенно призывать всех как православных к защите церквей и монастырей от насильников и захватчиков, чтобы за попустительство вместе с ними не подвергнуться вечному осуждению от Бога. Предупредить население, что в случае нападения захватчиков будет дан набатный звон колоколов, на который православные должны спешить…
8 февраля 1918 года в пермское подворье Белогорского монастыря явилась комиссия для описи имущества, которую встретили набатом, а прибывшие армейские отряды выстрелами, в итоге в столкновении погибло более 10 человек, а архимандрит и семь монахов были расстреляны.
С апреля 1918 года архиепископ, возвратился в Пермь, призывал паству встать на защиту Церкви, анафематствовал посягающих на храмы Господни, на случай своего ареста запретил совершение богослужений, кроме крещения и напутствия умирающих.
В ночь с 15 на 16 июня 1918 года был арестован. В ночь на 20 июня чекисты вывезли архиепископа в окрестности Перми. Убийцы (по некоторым данным, одним из них был Николай Жужгов, подробно описавший убийство) требовали, чтобы он снял свой запрет на совершение богослужений (духовенство из страха перед большевиками фактически пренебрегло этим запретом). Владыка отказался, его заставили копать себе могилу и лечь в неё. После этого чекисты начали забрасывать его землёй, несколько раз выстрелили в лежащего архипастыря и закопали могилу.

## Канонизация и почитание
Имя архиепископа Андроника было внесено в черновой поимённый список новомучеников и исповедников российских при подготовке канонизации, совершённой РПЦЗ в 1981 году. Однако сама канонизация не была поимённой, а список новомучеников был издан только в конце 1990-х годов.
Был причислен к лику местночтимых святых Пермской епархии в 1999 году. В августе 2000 года прославлен для общецерковного почитания в лике святых на Юбилейном Архиерейском соборе Русской православной церкви, день памяти 7 (20) июня. 4 мая 2017 года решением Священного синода Русской православной церкви священномученик Андроник включён в собор «Отцев Поместнаго Собора Церкви Русския 1917—1918 гг.». На здании храма Митрофана Воронежского в Перми (Комсомольский проспект, 6) помещена мемориальная доска святителю Андронику.
На предполагаемом месте гибели установлен памятный крест (напротив здания по ул. Ординская, 9).

## Награды
- Орден Святой Анны 1 степени (ВП к 14.05.1913)

## Труды
- Призыв ко всем православным христианам (4 марта 1917 г.) // РГИА. Ф. 797. Оп. 86. Отд. 3. Ст. 5. Д. 12. Л. 98а.
- Отчет обер-прокурору Синода // ГАРФ. Ф. 550. Оп. 1. Д. 96.
- Письма // Православный благовестник. 1898. № 11; 1899. № 1.
- Миссионерский путь в Японию. Казань, 1899.
- Воспоминания о преосвященном Николае, миссионере Японии // Православный собеседник. 1900. № 10.
- Христос-Искупитель по учению св. отцов Церкви // Там же. 1902. № 9 (Странник. 1896. Т. 2).
- О проповеди Христа в Японии // Церковные ведомости. Приб. 1903. № 3.
- Миссионерский год в Японии. (Из дневника). Вып. 1—2. Уфа, 1904.
- К сведению воспитанников Уфимской ДС и их родителей // Уфимские ЕВ. 1905. № 24.
- Чего желать для нашей духовной школы. Уфа, 1905.
- Речь при наречении во епископа // Православный благовестник. 1906. № 31.
- В память русских воинов, умерших в далекой Японии // Там же. 1907. № 1.
- Беседа с православными христианами о присутствии многочисленных старообрядцев в церкви с. Белебелки Старорусского у. // Новгородские ЕВ. 1908. № 41.
- Беседы о Союзе Русского Народа. Старая Русса, 1909;
- Русский гражданский строй жизни перед судом христианина, или Основания и смысл Царского Самодержавия. Старая Русса, 1909.
- Станем добре, станем со страхом, вонмем. Новгород, 1910.
- Божественный бисер под сатанинской оболочкой (Из пастырских наблюдений) // Кормчий. 1912. № 20.
- Размышления епископа // Голос церкви. 1913. Февраль-апрель; М., 1913.
- Слово при открытии миссионерских курсов // Томские ЕВ. 1913. № 16.
- Приходи к началу богослужения; Христианское правило жизни для всеобщего счастья // Омские ЕВ. 1913. № 18, 21.
- [13 статей] // Омские ЕВ. 1914. № 1-4, 6, 10, 15.
- Письма архиерея к иереям. Пермь, 1915.
- Весенний призыв к духовенству епархии позаботиться о солдатских семьях // Пермские губернские ведомости. 1915. 22 февраля. № 51.
- О мире всего мира; О чем умоляет нас армия?; Бодрость духа у нашего воинства на фронте // Там же. 1916. 25 февраля, 26 апреля, 21 июля. № 43, 91, 159.
- Наш священный долг перед родиной и перед великой армией // Духовная беседа. 1915. № 10.
- При погребении геройски павшего на войне офицера; О сквернословии; Суеверие есть тяжкий грех // Там же. 1916. № 1, 11.
- Наша церковно-народная жизнь как она есть. (Размышления епископа после путешествия по епархии). Изд. 2-е. Пермь, 1916.
- Всё для армии // Пермские ЕВ. 1915. № 20.
- Церковная школа призывается заготовлять овощи для наших защитников // Там же. 1916. № 10.
- Новая жизнь в глубинах народной души; О покаянии; Духовные доктора и духовные фельдшера; Речь; К предстоящему Учредительному собранию; Призыв к духовенству; Напутствие направляющимся в действующую армию; Вниманию духовенства и православных прихожан; Архипастырское послание // Там же. 1917. № 4-10, 14/15, 24/25, 33/34.
- Архипастырское настойчивое обращение; К духовенству; Перед лицом психологии современной разрухи // Там же. 1918. № 1-3, 7/9.
- О Церкви, России / Составитель В. Королев. Фрязино, 1997;
- Творения. Книга I: Статьи и заметки. Тверь, «Булат», 2004. — 512 стр.
- Творения. Книга II. Проповеди, обращения, послания. Тверь, «Булат», 2004 год — 464 стр.
- Как должно жить и действовать русским людям. М., 2006 (2-е изд.).
- Пишу от избытка скорбящего сердца. М., 2007.
- Древнецерковное учение об Евхаристии как жертве — в связи с вопросом об искуплении. М.; Фрязино, 2008.
- Проповеди, переписка с В. Н. Львовым и архиеп. Арсением (Стадницким) // Российское духовенство и свержение монархии в 1917 году. (Материалы и архивные документы по истории Русской православной церкви). 2-е изд., испр. и доп. / Сост., предисл. и комм. М. А. Бабкина. М., 2008. 137—144.